# 흑녀 (1973년 영화)
"흑녀"는 한국에서 제작된 정소영 감독의 1973년 영화이다. 양정화 등이 주연으로 출연하였고 이우석 등이 제작에 참여하였다.

## 출연

### 주연
- 양정화
- 신문래
- 최길호
- 한문중